# Pieter Gabriel
Pieter Gabriel Maat, roepnaam Pepijn, bekend onder zijn artiestennaam Pieter Gabriel, (Amersfoort, 22 oktober 2004) is een Nederlands dj en producer.

## Loopbaan
Gabriel maakte als 15-jarige de openingsmuziek voor de finale van het Eurovisiesongfestival 2020 met hulp van producer Eric van Tijn. Al op 8-jarige leeftijd trad Gabriel op op het Amsterdam Dance Event.
Op 9-jarige leeftijd opende hij het Amersfoortse Dance Festival Summer Energy in de wijk Vathorst. Hier kwamen 3500 dance liefhebbers op af. Voor het eerst haalde hij hiermee de landelijke media. In 2018 bracht hij zijn debuutsingle Forever uit, een samenwerking met de Nederlandse boyband FOURCE.

## Discografie

### Singles
| Single met eventuele hitnotering(en) in de Nederlandse Top 40 | Datum van verschijnen | Datum van binnenkomst | Hoogste positie | Aantal weken | Opmerkingen |
| ------------------------------------------------------------- | --------------------- | --------------------- | --------------- | ------------ | ----------- |
| Forever                                                       | 2018                  | 30-11-2018            |                 |              |             |